# Stadion Haradzieja
Stadion Haradzieja – stadion piłkarski w Horodzieju, na Białorusi. Obiekt może pomieścić 1625 widzów. Swoje spotkania rozgrywają na nim piłkarze klubu FK Haradzieja.